# Lago Razim
El lago Razim o lago Razelm (en rumano: Lacul Razim /Razelm) es el mayor lago del complejo de limánes, estuarios y  lagunas localizados en las riberas del mar Negro, al sur del delta del Danubio, en Rumanía. Es el lago más grande de Rumanía.

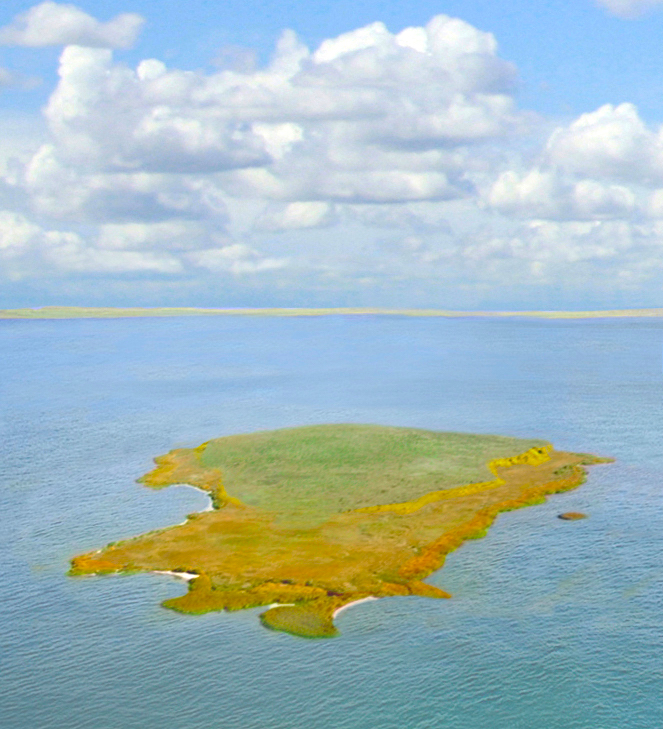
Isla Popina

El grupo puede separarse en dos subgrupos. El subgrupo septentrional contiene lagos de agua dulce: Razelm y Goloviţa, mientras que el grupo meridional está formado por agua salobre. Todos estos lagos abarcan una superficie de alrededor de mil kilómetros cuadrados, de los que la mitad se encuentran en el lago Razim.

## Referencias

Fortificación romana en la Insula Bisericutei de Razelm